# Чорнії
Чорнії — село в Україні, в Львівському районі Львівської області. Населення становить 36 осіб. Орган місцевого самоврядування - Рава-Руська міська рада.

## Історія
До 1940 року Чорнії були присілком села Дев'ятир.